# Apeva
Az apeva egy új versforma, amely 2016-ban Magyarországon született.

## Formai szabályai
Az apeva cím nélküli rövid vers, öt sort tartalmaz, a sorokban pedig rendre 1, 2, 3, 4 és 5, azaz soronként egy-egy szótaggal bővítve összesen 15 szótag lakozik. Ebben a tizenöt szótagban és öt sorban viszont nem megengedett a sorok végén a szavak kötőjellel történő elválasztása. Az apeva szövegét klasszikusan középre igazított, úgymond „piramis” formában érdemes és szokás az olvasók elé tárni, a műfaji sajátosság és a sorok hangsúlyozása ugyanis talán ebben az alakzatban a leghatásosabb, a legszembetűnőbb.
Apeva formában úgy is lehet verset írni, hogy egy vers versszakai egy-egy apevából állnak. Attól függően, hogy ezek a versszakok milyen módon tekinthetők összetartozónak, beszélhetünk apeva csokorról – ekkor nincs vagy nem feltétlenül van összefüggés, folytonosság az egyes apevák jelentéstartalma között –, illetve beszélhetünk pusztán apeva formájú versszakokból álló versről, ún. apeva-poémáról.
A műfaj atyja és névadója, Szimeonov Todor a következőképpen fogalmazza meg az Apeva 2018 című antológia utolsó oldalán ezen új versforma kijelölt útját: „Az apeva a remény a modern ember számára, akiből nem halt ki a szép, jelesül a nyelv iránti szeretet. Jogos kérdés, milyen korban kellene elkezdeni oltani a fiatalokat ezzel a nemes és játékos szenvedéllyel. Itt különösen fontos egy sajátos, jól érzékelhető nyelvi-szellemi érettség. De azt a pillanatot érdemes elkapni, és akkor nyomban toborozni a szent művészet számára.”

## Megszületése
Nyomtatásban az első négy apeva 2016 tavaszán jelent meg Szimeonov Todor Most, valamikor című kötetében. 2017 elején a Változó Világ könyvkiadó irodalmi pályázatot hirdetett meg, amelyre több, mint hatvanan jelentkeztek. A pályázat eredménye az Apeva 2017 című kötet, közel 280 apeva verssel. Hamarosan több irodalmi portálon is megjelentek ilyen versek, s számtalan amatőr vagy kezdő költő ontotta magából e rövid költeményeket.

## Megítélése
Az új versforma szakmai fogadtatása pozitív volt kezdettől fogva. A 2017 évi Ünnepi könyhét műveit bemutató Tarján Tamás izgalmas, sokat ígérő irodalmi fejleménynek tartotta. Több szakértő hangsúlyozza, hogy az apeva egyszerre játékos lehetőség, nyelvi kihívás, másrészt igazi remekművek alkotására is alkalmas. Tanulságosak az apevát költők válaszai a "mit adott nekem az apeva?" kérdésre.

## Terjedése
2017 óta a Facebookon is már több Apeva csoport  és Apeva verseket népszerűsítő oldal  létrejött. Az új műfaj kedvelői pedig többféle alkotói játékkal színesítik próbálkozásaikat: tükör apeva, 5 szavas apeva, 15 szavas apeva, arcos apeva (akrosztichonhoz hasonló), palindrom apeva, egy magánhangzós apeva stb.
Időközben már több idegen nyelven is születtek apeva versek, alakultak Facebook-csoportok (angol, francia, orosz, bolgár, latin).